# Château du Fou
Le château du Fou est un château français situé dans le Poitou et le département de la Vienne sur la commune de Vouneuil-sur-Vienne.

## Histoire
Le château du Fou fut construit par Yves du Fou, sénéchal du Poitou  à fin du XVe siècle.
En 1539, François Ier y rencontra Charles Quint.
Aux XVIIe et XVIIIe siècles, la seigneurie du Fou est tenue par la famille (Tiercelin) d'Appelvoisin, marquis de La Roche du Maine, à Prinçay.
Charlotte Félicité Elisabeth (Tiercelin) d'Appelvoisin de La Roche du Maine épouse en 1795 François-Gabriel-Thibault de La Brousse, marquis de Verteillac, baron de la Tour-Blanche, et lui apporte le château du Fou, où il meurt le 26 octobre 1854. 
En 1855, le château est vendu. À la fin du XIXe et au XXe siècle, il appartient à la famille de La Borie de Campagne.
Il a souffert d'un bombardement durant la Seconde Guerre mondiale mais a été restauré depuis.
La poterne, les douves, les tours, la tourelle, l'escalier, la voûte sont classés monument historique depuis un arrêté du 6 février 1953. Le reste du château y compris les parties non bâties est inscrit à l'Inventaire Supplémentaire des Monuments Historiques depuis un arrêté du 9 novembre 2010.

## Architecture
Du château du Fou, il reste les douves, les vestiges de la poterne d'entrée avec ses deux tours et la tourelle d'escalier avec sa voûte.